# Wilhelm Werner (Rennfahrer, 1874)

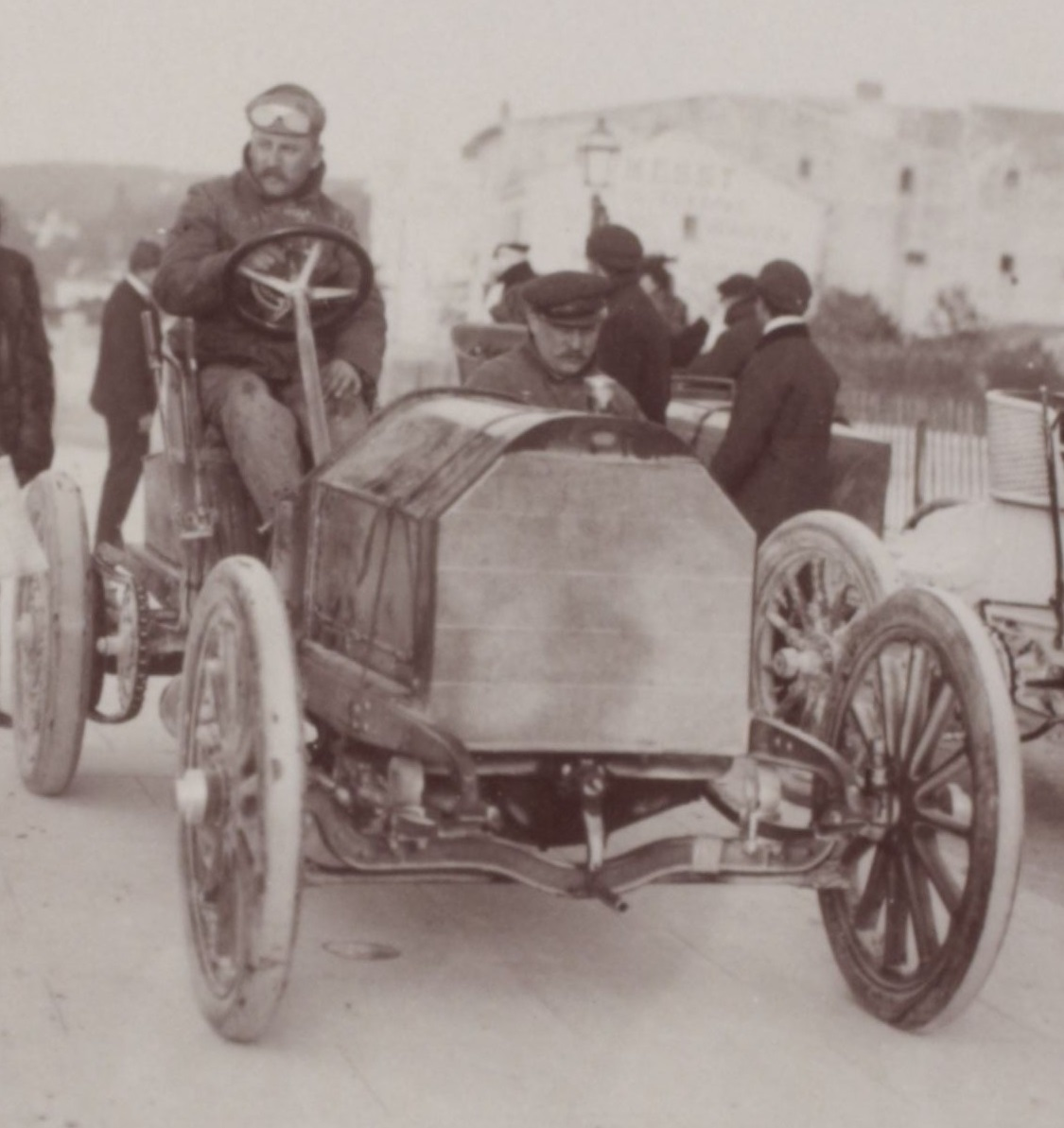
Wilhelm Werner bei der Coupe Roschild 1903 in Nizza

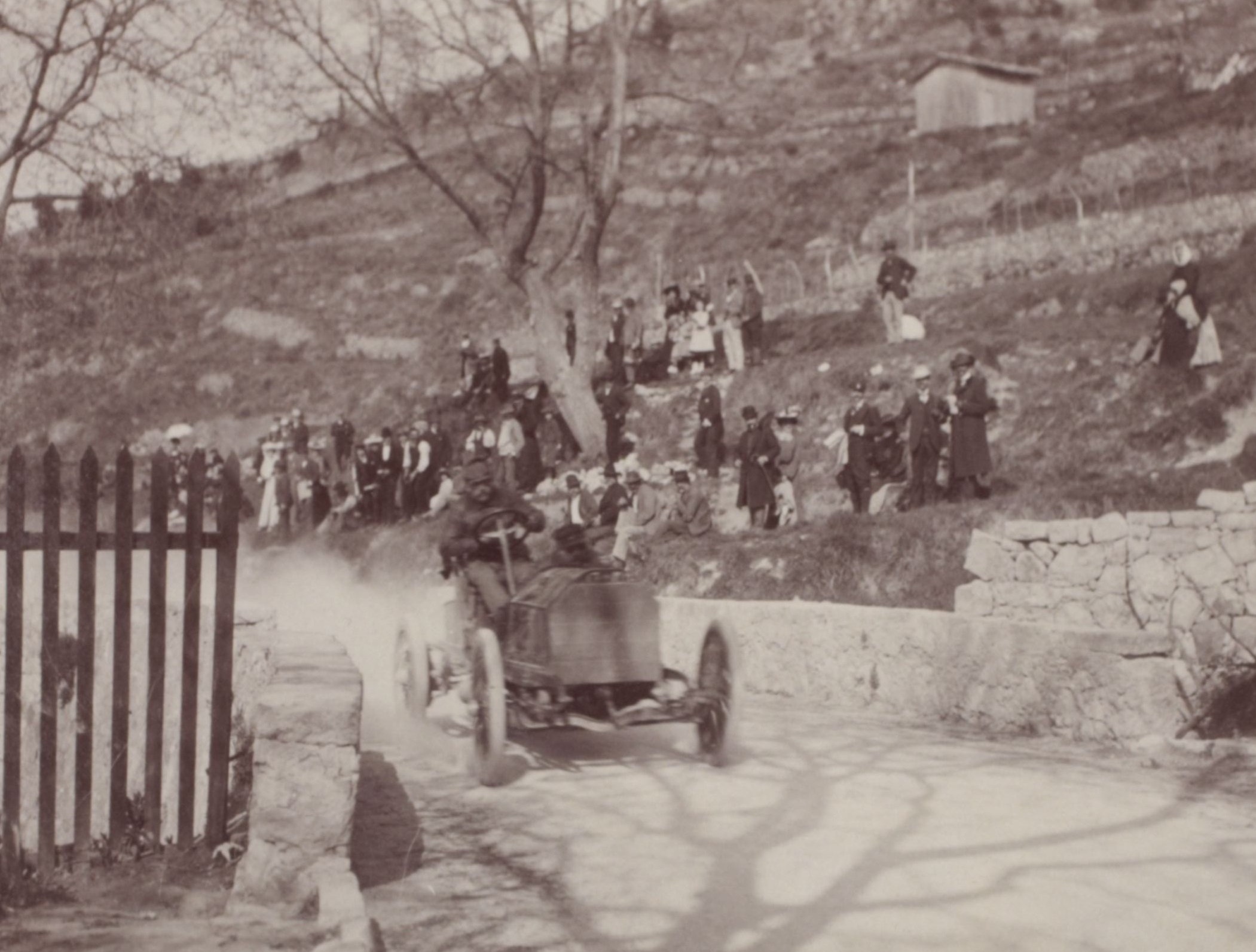
Werner 1903 bei einem Rennen in Nizza

Wilhelm Werner (* 23. April 1874 in Großgartach; † 9. März 1947 ebenda) war ein deutscher Automobilrennfahrer.

## Werdegang
Wilhelm Werner zählt zu den Pionieren des Motorsports in Deutschland und galt in der Zeit der Wende vom 19. zum 20. Jahrhundert als einer der versiertesten Fahrer auf den Wagen der Daimler-Motoren-Gesellschaft (DMG). Im Jahr 1895 trat er als Monteur in das Cannstatter Unternehmen ein. Da das neu aufkommende Automobil Erfahrung in der Bedienung erforderte, war es damals üblich, dass Monteure die Fahrzeuge an die Kunden auslieferten und mitunter auch permanent als Chauffeure der Wagen blieben.
Ende der 1890er-Jahre ging Werner nach Wien, wo er zuerst in der DMG-Niederlassung aktiv war, danach den Fuhrpark Emil Jellineks betreute – Jellinek besaß u. a. einen Daimler Riemenwagen, einen Zweizylinder-Daimler Phönix, einen Benz, eine Léon-Bollée-Voiturette und einen Mors – und später in die Dienste des Barons Alfred von Springer trat. Bereits in dieser Zeit nahm er als Werksfahrer der DMG erfolgreich an Wettfahrten teil. Im März 1899 fuhr er einen von „Dr. Pascal“ (Henri de Rothschild) gemeldeten 4,9-Liter-Phönix beim Rennen Nizza–Magagnosc–Nizza und wurde Zweiter hinter Emil Jellinek.
1901 gelangen Wilhelm Werner bei der Rennwoche im französischen Nizza (quinzaine de Nice) auf einem Mercedes 35 PS, der ebenfalls Henri de Rothschild gehörte, Siege im über 392 km führenden Rennen Nizza–Aix–Sénas–Salon–Nizza und beim Meilenrennen auf der Promenade des Anglais. Wenig später feierte er auf dem 35 PS einen epochalen Sieg beim Bergrennen Nizza–La Turbie. Er erreichte eine Höchstgeschwindigkeit von 86 km/h und eine Durchschnittsgeschwindigkeit von 51,4 km/h. Zweiter wurde Emil Jellinek.
Im Jahr 1902 stellte ihn der US-amerikanische Millionär und Automobilenthusiast Clarence Gray Dinsmore als Chauffeur und Rennfahrer an und Werner trat fortan bis zum Ende seiner aktiven Laufbahn fast ausschließlich mit von Dinsmore gemeldeten Wagen an. Ende August gewann er auf Mercedes-Simplex 40 PS das internationale Rennen in Frankfurt am Main und Anfang September das Semmering-Rennen. Außerdem erzielte er, wie auch im Jahr darauf, vordere Platzierungen bei der Rennwoche von Nizza.
1903 stellten Dinsmore und zwei weitere Privatiers der DMG ihre Mercedes-Simplex 60 PS für den Gordon-Bennett-Cup im irischen Athy zur Verfügung, nachdem ein Großbrand im Werk die ursprünglich dafür vorgesehenen 90-PS-Rennwagen vernichtet hatte. Auf Vorschlag Emil Jellineks natte die DMG für das Rennen Wilhelm Werner und Otto Hieronimus. Der zuständige Automobilclub von Deutschland verweigerte jedoch beiden die Mitgliedschaft und damit den Start beim Rennen, da sie im Gegensatz zu den Herrenfahrern aufgrund ihrer Tätigkeiten als Mechaniker, Chauffeure und Profirennfahrer als nicht standesgemäß betrachtet wurden. Auf Dinsmores Wagen, den Werner zusammen mit Hermann Braun betreute, startete Camille Jenatzy. Der Belgier gewann das aus zwei Wertungsläufen bestehende Rennen über insgesamt knapp 530 km nach 6 Stunden und 39 Minuten Fahrzeit mit mehr als zehn Minuten Vorsprung auf die beiden Panhard & Levassor von René de Knyff und Henri Farman.
Im Jahr 1904 nahm Werner u. a. auf Mercedes-Simplex 90 PS am Gordon-Bennett-Cup in Homburg sowie am Vanderbilt Cup auf Long Island in den Vereinigten Staaten teil. 1905 startete er auf Mercedes 125 PS wiederum beim Gordon-Bennett-Cup, der diesmal in der Auvergne in Frankreich veranstaltet wurde.
Nachdem Dinsmore im November 1905 verstorben war, wurde Wilhelm Werner Chefchauffeur des deutschen Kaisers Wilhelm II. und erhielt den Titel „Oberwagenführer“. Auf der Flucht des Kaisers am 10. November 1918 aus dem Großen Hauptquartier in Spa in die neutralen Niederlande infolge der Novemberrevolution wurde er von Werner chauffiert. Danach arbeitete Werner in der Mercedes-Vertretung in Berlin.
Wilhelm Werner starb im März 1947 im Alter von 72 Jahren in seinem Heimatort.